# مارغريت مادي
مارغريت مادي (بالإيطالية: Margareth Madè)‏ هي عارضة وممثلة إيطالية، ولدت في 22 يونيو 1982 في إيطاليا.

## وصلات خارجية
- مارغريت مادي على موقع IMDb (الإنجليزية)
- مارغريت مادي على موقع ميتاكريتيك (الإنجليزية)
- مارغريت مادي على موقع روتن توميتوز (الإنجليزية)
- مارغريت مادي على موقع ألو سيني (الفرنسية)
- مارغريت مادي على موقع أول موفي (الإنجليزية)
- مارغريت مادي على موقع قاعدة بيانات الفيلم (الإنجليزية)
- مارغريت مادي على موقع كينوبويسك (الروسية)